# 毛龙竹
毛龙竹（学名：Dendrocalamus tomentosus）为禾本科牡竹属下的一个种。

## 扩展阅读
- 維基物種上的相關：毛龙竹